# Мончадський Олександр Самойлович
Олександр Самойлович Мончадській (рос. Александр Самойлович Мончадский; 19 березня 1897, Санкт-Петербург - 31 грудня 1974, Ленінград ) ― російський і радянський ентомолог, паразитолог, еколог, спеціаліст із кровосисних двокрилих. Один з найбільш авторитетних радянських екологів і паразитологів XX століття.

## Біографія
Олександр Мончадський народився в Санкт-Петербурзі в родині провізора. Закінчив Тенішевське училище, згодом вступив до Лісного інституту (Російська імперія).
1916 року був призваний на військову службу. 1918 році повернувся до Петрограду й  продовжив навчання на біологічному відділенні Петроградського університету. Однак, через рік, Олександра Мончадського знову мобілізували до Червоної Армії .
1921 року Олександр Самойлович продовжив навчання в Петроградському університеті й розпочав наукову діяльність під керівництвом В. О. Догеля. Захистив магістерську дисертацію на тему: «Стігмальні пластинки личинок Culicidae».
У період від 1928 до 1930 рр. працював науковим співробітником Природничого-наукового інституту.
Від 1924 року й до кінця життя працював у Зоологічному інституті АН СРСР, виконував обов'язки секретаря Комісії із вивчення малярійних комарів.
1938 року захистив докторську дисертацію на тему «Еволюція личинок і їх зв'язок з еволюцією дорослих комах у межах родини Culicidae».
Від 1942 до 1974 року керував відділом (пізніше лабораторією) паразитології засновником якого був академік Є. Н. Павловський  .
Деякий час Олександр Мончадській працював на кафедрі ентомології, де продовжував свої дослідження у галузі морфології, екології та систематики личинок комарів.
У 1955 році підписав «лист трьохсот», в якому критикувались наукові погляди і практична діяльність Т. Д. Лисенко (так звана лисенківщина).

## Наукові досягнення
Олександр Мончадський розробляв наукові основи боротьби з кровосисними двокрилими, вивчав личинки кровосисних комарів. У результаті цих досліджень з'явився перший визначник личинок цієї родини палеарктичної фауни. Досліджував внутрішні й міжвидові відносини комарів-хаоборид, надав оцінку спроможності личинок цієї родини до знищення кровосисних комарів. Його дослідження доволи, що личинки роду Cryophyla не привиредливі до їжі й разом з личинками Culicidae залюбки поїдають також представників свого власного виду, а роди Choaborus і Mochlonyx серед різноманіття їжі надають перевагу личинкам кровосисних комарів.
Наукові дослідження О. Мончадского були спрямовані на вивчення екології кровосисних двокрилих, передусім представників родини Culicidae. Він установив закономірності нападу гнусу на людину в залежності від різних екологічних факторів . Виділив два типи поведінки самок кровосисних двокрилих. Перший тип ― «пошуковий політ», коли голодні самки залишають притулок й активно шукають об'єкти кровосисання. Цей тип характерний для ґедзів і майже не виражений у мокреців. Другий ― «підстерігаючий тип», коли самки ховаються в рослинному ярусі чи сидять на поверхні ґрунту. Якщо поблизу цього місця проходить людина або тварина, то самки вилітають і нападають на своїх жертв, переслідуючи їх. Цей тип найбільш характерний для мошок і кровосисних комарів, не спостерігається у ґедзів. Окремий випадок пошукового політу  є «наповзання», що є типовим для мокреців.
Розробив оригінальну класифікацію екологічних факторів, у якій адаптація організмів до факторів середовища залежить від ступеня сталості впливу цих факторів. Вони можуть змінюватись з певною періодичністю або бути не періодичними. Періодичні фактори поділяються при цьому на первинні і вторинні. До первинних періодичних факторів віднесені явища, пов'язані з обертанням Землі ― добова зміна освітленості, зміна пір року. Вторинні періодичні фактори формуються під впливом первинних. До них відносяться режим вологості й температури повітря, кількість опадів, продуктивність рослинності (для травоїдних тварин), уміст розчинених газів у воді.
Олександр Самойлович розробив об'єктивний і точний метод обліку літаючих кровосисних двокрилих за допомогою «облікового дзвону», який отримав назву «дзвінок Мончадського». Цей прилад ― конусоподібний чохол із білої бязі висотою 2 м і діаметром 1,4 м, який закріплюються над об'єктом-приманкою. Через деякий час експозиції, дзвінок опускають, а комах, що опинилися в ньому, відловлюють .
За цикл праць у галузі вивчення паразитичних комах 1972 року Олександр Мончадський отримав «Золоту медаль ім. Є. Н. Павловського».
Олександр Мончадський працював головним редактором журналу «Защита растений» (від 1930 року) і «Паразитологического сборника» (від 1940 року). З 1967 року він був заступником редактора журналу «Паразитология»  .

## Вибрані публікації
- Мончадский А. С. Летающие кровососущие двукрылые — гнус: (Способы защиты и методы исследования). — Москва-Ленинград : Изд-во Академии наук СССР, 1952. — 68 с.
- Мончадский А. С. Личинки кровососущих комаров СССР и сопредельных стран. (Подсемейство Culicinae). — Москва-Ленинград : Изд-во Академии наук СССР, 1951. — 291 с.
- Мончадский А. С., Штакельберг А. А. Малярийные комары Таджикистана и меры борьбы с ними. — Сталинабад, 1943. — 95 с.
- Благовещенский Д. И., Брегетова Н. Г., Мончадский А. С. Активность нападения комаров в природных условиях и ее суточная ритм // Зоологический журнал. — 1943. — Т. 22, № 3 (25 березня). — С. 138—153.
- Ковров Б. Г., Мончадский А. С. О возможности применения поляризованного света для привлечения насекомых // Энтомологическое обозрение. — 1963. — Т. 42, № 1 (25 березня). — С. 49—55.
- Гуцевич А. В., Мончадский А. С., Штакельберг А. А. Комары: Семейство Culicidae. — Ленинград : Наука, 1970. — 384 с.
- Иванов А. В.[ru], Мончадский А. С., Полянский Ю. И.[ru], Стрелков А. А.[ru]. Большой практикум по зоологии беспозвоночных. Типы: Кольчатые черви, Членистоногие. Учебное пособие для студентов биологических специальностей ун-тов. Ч. 2. — 3-е изд., переработанное и дополненное. — М. : Высшая школа, 1983. — 543 с.
- Быховский Б. Е.[ru], Козлова Е. В., Мончадский А. С., Наумов В. Д., Соколов А. С., Рыков Н.А., Терентьев П. В.[ru]. Биология. Животные. 7-8 классы. Учебник / Под ред. М. А. Козлова. — 23-е изд. — М. : Просвещение, 1993. — 256 с. — ISBN 5-09-004388-4.

## Таксони названі на честь Мончадського
На честь Мончадскій названо рід пір'яних кліщів Montchadskiana Dubinin, 1951 з родини Pterolichidae й вид комарів Aedes montchadskyi Dubitsky, 1968  .